# Ràtzies de 897 i 898
Les ràtzies de 897 i 898 foren dues campanyes de Llop Ibn Muhammad contra el comtat de Barcelona que provocaren la mort de Guifré el Pilós i el despoblament del Vallès.

## Antecedents
El 883 o 884 els musulmans es van sentir amenaçats per l'expansió de Guifré el Pilós, que va voler establir la frontera en els rius Llobregat i Segre, amb posicions al Bages (Cardona per exemple), a Osona, al Berguedà i a la Vall de Lord (i algunes aprisions a la Vall de Cervelló al sud del riu Llobregat), i repoblant els territoris, construint i consolidant esglésies i monestirs, al voltant dels que es fixava la població.
Guifré lluitava per estabilitzar la frontera a partir de Cardona en direcció a Solsona. En aquell moment la frontera del comtat passava al nord de Solsona segurament per Besora, Tentellatge i Correà; la de Berga per Sorba, Gargallà i Serrateix; i la d'Osona per Cardona, Manresa i Montserrat. La ciutat de Làrida fou fortificada, i Guifré va veure-ho com una provocació i va atacar la ciutat, governada pel valí de la família dels Banu Qasi, Ismaïl ibn Mussa. L'atac a Larida no va sortir bé. L'historiador Ibn al Athir diu que els musulmans van fer gran mortaldat entre els atacants.
El successor d'Ismaïl, Llop Ibn Muhammad en constant lluita amb Muhàmmad al-Tawil i els nobles cristians del Comtat d'Aragó i dels comtats catalans que s'anaven expandint i repoblant lentament des de les muntanyes dels Pirineus cap al sud, sovintejaven les incursions cristianes i les ràtzies musulmanes en territori enemic. Fou aleshores quan Llop ordenà fortificar diverses ciutats, com Lleida, Montsó o Balaguer. També ordenà la construcció de la mesquita aljama de Lleida, l'actual Seu Vella.

## Les ràtzies
El 897, després de la retirada de Muhàmmad al-Tawil, Llop Ibn Muhammad atacà el comtat de Barcelona. Odó I de França, ocupat amb els problemes a l'interior del regne i les invasions vikíngues, no va poder ajudar els comtes catalans, que van haver d'enfrontar-se sols als musulmans.
L'11 d'agost de 897 Guifré el Pilós va morir en combat prop del castell d'Aura. provocant l'evacuació de la població civil de Barcelona i el Vallès que es refugiava als llocs fortificats del nord del Vallès i al Bages, abandonant cases i terres.
Guifré el Pilós fou succeït pel seu fill Guifré II, i Barcelona no fou presa, de manera que la població tornà a la ciutat a principis de 898
El 898 Llop Ibn Muhammad va llençar un nou atac contra el comtat de Barcelona.

## Conseqüències
El Vallès sofrí molt i restà gairebé despoblat durant uns vint-i-cinc anys, mentre els barcelonins es refugiaven als llocs fortificats del nord del Vallès i al Bages.

## Castell d'Aura
La localització del castell d'Aura, o castell d'Oro, que va ser cremat per Llop Ibn Muhammad i prop del qual va morir Guifré, resulta incerta. S'ha suggerit que podia ser a Valldaura (serra de Collserola), la Valldora (Solsonès), Besora, Santpedor (abans Sant Pere d'Or) o Gualta prop de Caldes de Montbui. Segons la crònica musulmana, es trobava "en els termes de Barcelona" i era residència de Guifré. L'etimologia de la Valldaura de Collserola prové de Vallis Laurea (vall de llorers) i no de Vallis Aurea. La localització de Gualta prové d'una llegenda que barreja els fets de la mort de Guifré amb el comte Borrell II. Les altres localitzacions resulten lluny de Barcelona.